# Kleon (Sizilien)
Kleon (altgriechisch Κλέων), ein Räuber aus dem Taurus in Kilikien, lebte im 2. Jahrhundert vor Christus.
Zusammen mit seinem Bruder Komanos wurde er nach Sizilien verschleppt. In Agrigent sammelte er eine Gruppe entlaufener Hirtensklaven um sich. Die kleine Schar vergrößerte sich rasch, und Kleon wurde nach Eunus zum bedeutendsten Anführer des ersten sizilischen Sklavenaufstandes. Ca. 136 v. Chr. vereinigte er seine Truppe mit der des Eunus und erhielt von diesem den Titel Strategos. Gemeinsam eroberten sie Morgantina, Tauromenion und weitere Städte. Kleon fiel bei der Belagerung von Henna. Erst vier Jahre später gelang es den Römern, den Aufstand niederzuschlagen.